# آلیسون فلیکس
آلیسون فلیکس (به انگلیسی: Allyson Felix) ورزشکار زن رشتهٔ دو و میدانی اهل ایالات متحده آمریکا است. وی در بین سال‌های ‎۲۰۰۴ تا ۲۰۱۲ میلادی در مسابقات بازی‌های المپیک تابستانی در مجموع ۶ مدال، شامل ۴ مدال طلا و ۲ نقره را کسب کرد.